# Xoclengues
Os xoclengues, xokleng, laklãnõ ou botocudos são um grupo indígena brasileiro do grupo Macro-Jê que habita as áreas indígenas Ibirama-La Klãnõ, Postos Velhos, Rios dos Pardos e a comunidade do Quati (Porto União), no estado de Santa Catarina, no Brasil.
Seus vestígios são fortes na cidade de Porto União, através de vestígios arqueológicos, como pedaços de cerâmicas e pedaços de flechas encontradas perto de rios no distrito de Santa Cruz do Timbó. Seus contatos com os primeiros moradores europeus da região estão registrados através de fotos e lendas.
Os Xokleng, como também outros povos originários que habitavam a região, como os Kaigangs e Guaranis, constituíam seus territórios a partir de outras perspectivas, que em nada lembram a configuração dos limites territoriais do Estado Santa Catarina hoje. Os critérios de constituição do seu espaço territorial se davam a partir das relações que cada povo estabelecia com o meio, entre eles e outros povos. O território dos Kaingáng compreendiam as terras altas, desde o interior do estado de São Paulo até o centro norte do estado do Rio Grande do Sul; já o território Xokleng localizava-se na região intermediária, do planalto ao litoral e do Paraná ao Rio Grande do Sul. Evidências arqueológicas indicam que os Kaingáng e Xokleng teriam ocupado primeiro o estado com posterior ocupação Guarani.
Vários subgrupos xoclengues foram exterminados no processo de ocupação europeia do vale do rio Itajaí, mas os xoclengues lutaram pela sua sobrevivência. Segundo a Fundação Nacional de Saúde, em 2010 existiam cerca de 2.020 indígenas desse grupo.

## Conflitos com os italianos
Na Região sul do Brasil, conflitos violentos envolveram imigrantes italianos e os povos indígenas. Embora o governo brasileiro afirmasse que estava trazendo imigrantes europeus para ocupar "vazios demográficos", na verdade essas terras eram ocupadas pelos índios. No sul de Santa Catarina, à medida em que os italianos foram ocupando a região e desmatando a vegetação, se depararam com os xoclengues, que, da floresta, retiravam seu sustento. Em represália à invasão de suas terras, os índios passaram a atacar as colônias italianas, fato que foi usado pelos imigrantes para criar a ideia de que os índios eram incapazes de conviver com a civilização, justificando seu aniquilamento. Em consequência, recorreram à figura do bugreiro, geralmente brasileiros ou mesmo imigrantes mais destemidos, que perseguiam os indígenas e promoviam verdadeiras chacinas, a fim de garantir a posse da terra por parte dos imigrantes.

## Antropologia
O antropólogo norte americano Jules Henry, que estudou a comunidade Laklãnõ-Xócleng na década de 40, observou que históricamente houve a prática da poliginandria (além da poliandria), práticas não observadas atualmente. 

## Pessoas notáveis
• Nanblá Gakran